# Basisauswahlsatz
Der Basisauswahlsatz ist ein elementarer Lehrsatz der Linearen Algebra, einem der Teilgebiete der Mathematik. Er ist verwandt mit dem Austauschlemma von Steinitz, dem Basisergänzungssatz und dem Schranken-Lemma.

## Formulierung des Satzes
Der Satz lautet wie folgt:
In jedem Vektorraum {\displaystyle V}  über einem beliebigen Körper {\displaystyle K} lässt sich aus einem endlichen Erzeugendensystem stets eine Basis auswählen.
Insbesondere hat jeder endlich erzeugte Vektorraum eine endliche Basis.

## Beweisskizze
Für eine Teilmenge {\displaystyle E\subset V} des Vektorraums bezeichne {\displaystyle \operatorname {span} (E)}  deren lineare Hülle.
Sei nun {\displaystyle E} ein endliches Erzeugendensystem von {\displaystyle V}. Ist  {\displaystyle E} schon linear unabhängig, so ist man fertig, denn damit ist {\displaystyle E} ein linear unabhängiges Erzeugendensystem, also eine Basis von {\displaystyle V}.
Ist andererseits {\displaystyle E} selbst linear abhängig, so lässt sich darin ein Element {\displaystyle e\in E} auswählen mit {\displaystyle e\in \operatorname {span} (E\setminus \{e\})}. Dann ist {\displaystyle \operatorname {span} (E)=\operatorname {span} (E\setminus \{e\})}, also {\displaystyle E\setminus \{e\}}  selbst auch ein endliches Erzeugendensystem von {\displaystyle V}, dessen Anzahl gegenüber {\displaystyle E}  allerdings um {\displaystyle 1} vermindert ist.
Ist {\displaystyle E\setminus \{e\}}  nun linear unabhängig, also eine Basis, so ist man fertig. Andernfalls wiederholt man das Verfahren.
Man gelangt auf diese Weise nach endlich vielen Schritten zu einer endlichen Teilmenge {\displaystyle E^{*}\subseteq E}, die eine Basis von {\displaystyle V} darstellt.

## Verwandtes Theorem
Mit dem Basisauswahlsatz verwandt ist das folgende grundlegende Theorem der Linearen Algebra:
Jeder Vektorraum besitzt eine Basis.
Der Beweis dieses verwandten Theorems erfordert im Falle, dass der zugrundeliegende Vektorraum nicht endlich erzeugt ist, den Einsatz eines der Maximalitätsprinzipien der Mengenlehre wie etwa den des zornschen Lemmas. Das Theorem ergibt sich folglich nur bei Annahme der Gültigkeit des Auswahlaxioms. Im Unterschied dazu gilt der Basisauswahlsatz stets, weil er die Endlichkeit eines Erzeugendensystems schon voraussetzt.

## Verallgemeinerung
Wie die Beweisskizze zeigt, lässt sich auf die gleiche Art und Weise zeigen, dass sich aus einem endlichen Erzeugendensystem eines Matroids stets eine Basis auswählen lässt.

## Weblink
- Auszug aus einem Skript der Universität Regensburg (PDF; 114 kB)